# Zdeněk Linhart
Zdeněk Linhart (České Budějovice, 5 marzo 1994) è un calciatore ceco, attaccante del Pregarten.

## Palmarès

### Competizioni nazionali
- Coppa della Repubblica Ceca: 1

Slavia Praga: 2017-2018